# Rallye Schweden 2022
Die 69. Rallye Schweden war der 2. Lauf zur FIA-Rallye-Weltmeisterschaft 2022. Sie dauerte vom 24. bis zum 27. Februar 2022 und es wurden insgesamt 19 Wertungsprüfungen (WP) gefahren.

## Hintergrund
Die Rallye Schweden fand 2022 nicht mehr bei Karlstad, sondern erstmals weiter nördlich in Schweden bei Umeå statt. Damit soll bei der einzigen Winterrallye im WRC-Kalender die Schneesicherheit gegeben sein.
Die mehrmaligen Weltmeister Sébastien Loeb (Ford) und Sébastien Ogier (Toyota) verzichteten auf einen Start. Bei welchen Rallyes 2022 die beiden Fahrer antreten werden, war zum Zeitpunkt der Rallye Schweden noch nicht fix. Für Loeb gabs keine Vertretung, als Ersatz für Ogier durfte Esapekka Lappi ins Auto steigen.

## Bericht
Vier Mal wechselte die Führung im Gesamtklassement während den sieben Wertungsprüfungen am Freitag. Am Abend führte Thierry Neuville (Hyundai) mit 4,3 Sekunden Vorsprung auf die Toyota-Fahrer Kalle Rovanperä und Elfyn Evans, der auf den Führenden 7,4 Sekunden verlor. Der Hyundai-Pilot Ott Tänak musste in der sechsten WP aufgeben, nachdem ein Schaden beim Hybrid-System angezeigt wurde im Cockpit. Zuvor konnte Tänak mit den Fahrern an der Spitze mithalten. Kurios war der Ausfall von Craig Breen (Ford). Wegen einer Fehlfunktion der Scheibenwischanlage nach einem ersten Ausrutscher in den Schnee, spritzte die Anlage jeweils beim Bremsen Reinigungswasser auf die Frontscheibe. Dieses Wasser gefror und Breen konnte nicht mehr richtig sehen, was einen weiteren Unfall in einen Schneewall zur Folge hatte.
Am Samstag fuhren die Toyota-Fahrer Rovanperä und Evans um die Spitze des Gesamtklassements. Evans hatte bei der Zieleinfahrt der letzten WP des Tages, die aus einer Kurve führte, einen Ausrutscher in einen Schneewall und schlug dabei an einen Lichtmast. Trotzdem löste er noch die Zeitmessung aus, sein Auto wurde dabei kaum beschädigt. Rovanperä führte am Abend mit 8,3 Sekunden Vorsprung. Spät am Abend bekam Evans wegen des Unfalls von der Rennleitung eine Zehnsekundenstrafe, wodurch sich der Rückstand auf 10,3 Sekunden vergrößerte. Neuville konnte mit dem Tempo der Führenden nicht ganz mithalten und verlor an Zeit. Er beendete den Renntag auf Rang drei mit 21 Sekunden Rückstand. Ein technisches Problem mit dem Gaspedal kostete Oliver Solberg den fünften Gesamtrang, er fiel auf den siebten Platz zurück. Esapekka Lappi lag auf dem vierten und Takamoto Katsuta (beide Toyota) auf den Plätzen vier und fünf.
Nach einem Unfall am Sonntagmorgen konnte Evans nicht mehr um den Sieg mitfahren. In der 16. WP drehte er sich an einen Schneewall und beschädigte sein Auto stark an der Front. Rovanperä seinerseits hielt sich schadlos und gewann vor Neuville und Lappi. In der Powerstage belegte Rovanperä den zweiten Platz, was ihm zu den 25 WM-Punkten für den Sieg weitere vier Punkte einbrachte. In der Weltmeisterschaft führt der Finne mit 46 Punkten vor Neuville mit 32 Punkten.

## Meldeliste
| Nr. | Fahrer                  | Co-Pilot               | Auto                   | Klasse   |
| --- | ----------------------- | ---------------------- | ---------------------- | -------- |
| 69  | Kalle Rovanperä         | Jonne Halttunen        | Toyota GR Yaris Rally1 | WRC RC1  |
| 42  | Craig Breen             | Paul Nagle             | Ford Puma Rally1       | WRC RC1  |
| 11  | Thierry Neuville        | Martijn Wydaeghe       | Hyundai i20 N Rally1   | WRC RC1  |
| 44  | Gus Greensmith          | Jonas Andersson        | Ford Puma Rally1       | WRC RC1  |
| 18  | Takamoto Katsuta        | Aaron Johnston         | Toyota GR Yaris Rally1 | WRC RC1  |
| 33  | Elfyn Evans             | Scott Martin           | Toyota GR Yaris Rally1 | WRC RC1  |
| 8   | Ott Tänak               | Martin Järveoja        | Hyundai i20 N Rally1   | WRC RC1  |
| 16  | Adrien Fourmaux         | Alexandre Coria        | Ford Puma Rally1       | WRC RC1  |
| 69  | Esapekka Lappi          | Jane Ferm              | Toyota GR Yaris Rally1 | WRC RC1  |
| 2   | Oliver Solberg          | Elliott Edmonson       | Hyundai i20 N Rally1   | WRC RC1  |
| 16  | Lorenzo Bertelli        | Simone Scattolin       | Ford Puma Rally1       | WRC RC1  |
| 20  | Andreas Mikkelsen       | Torstein Eriksen       | Škoda Fabia Rally2 evo | WRC2 RC2 |
| 22  | Emil Lindholm           | Reeta Hämaläinen       | Škoda Fabia Rally2 evo | WRC2 RC2 |
| 23  | Jari Huttunen           | Mikko Lukka            | Ford Fiesta Rally2     | WRC2 RC2 |
| 25  | Marco Bulacia Wilkinson | Marcelo Der Ohannesian | Škoda Fabia Rally2 evo | WRC2 RC2 |

Insgesamt wurden 50 Fahrzeuge gemeldet.

## Klassifikationen

### WRC-Gesamtklassement
| Rang | Fahrer              | Co-Pilot            | Auto                   | Klasse   | Zeit      | Rückstand Sieger Rückstand V | Punkte + Power Stage |
| ---- | ------------------- | ------------------- | ---------------------- | -------- | --------- | ---------------------------- | -------------------- |
| WRC  |                     |                     |                        |          |           |                              |                      |
| 1    | Kalle Rovanperä     | Jonne Halttunen     | Toyota GR Yaris Rally1 | WRC RC1  | 2:10:44.9 | 00:00.0                      | 25+4                 |
| 2    | Thierry Neuville    | Marijn Wydaeghe     | Hyundai i20 N Rally1   | WRC RC1  | 2:11:06.9 | 00:22.0                      | 18+3                 |
| 3    | Esapekka Lappi      | Jane Ferm           | Toyota Yaris GR Rally1 | WRC RC1  | 2:11:15.5 | 00:30.6 00:08.6              | 15                   |
| 4    | Takamoto Katsuta    | Aaron Johnston      | Toyota GR Yaris Rally1 | WRC RC1  | 2:13:04.3 | 02:19.4 01:48.8              | 12+2                 |
| 5    | Gus Greensmith      | Jonas Andersson     | Ford Puma Rally1       | WRC RC1  | 2:14:05.3 | 03:20.4 01:01.0              | 10                   |
| 6    | Oliver Solberg      | Elliott Edmonson    | Hyundai i20 N Rally1   | WRC RC1  | 2:16:24.3 | 05:39.4 02:19.0              | 8                    |
| 7    | Andreas Mikkelsen   | Torstein Eriksen    | Škoda Fabia Rally2 evo | WRC2 RC2 | 2:17:56.0 | 07:11.1 01:31.7              | 6                    |
| 8    | Ole Christian Veiby | Stig Rune Skjærmoen | Volkswagen Polo GTI R5 | WRC2 RC2 | 2:18:19.2 | 07:34.3 00:23.2              | 4                    |
| 9    | Jari Halttunen      | Mikko Lukka         | Ford Fiesta Rally2     | WRC2 RC2 | 2:18:59.1 | 08:14.2 00:39.9              | 2                    |
| 10   | Egon Kaur           | Silver Simm         | Volkswagen Polo GTI R5 | WRC2 RC2 | 2:19:09.7 | 08:24.8 00:10.6              | 1                    |

Insgesamt wurden 45 von 50 gemeldeten Fahrzeugen klassiert.

### WRC2
| Rang  | Fahrer              | Co-Pilot            | Auto                   | Klasse   | Zeit      | Rückstand Sieger Rückstand V | Punkte + Power Stage |
| ----- | ------------------- | ------------------- | ---------------------- | -------- | --------- | ---------------------------- | -------------------- |
| 1 (7) | Andreas Mikkelsen   | Torstein Eriksen    | Škoda Fabia Rally2 evo | WRC2 RC2 | 2:17:56.0 | 00:00.0                      | 25                   |
| 2 (8) | Ole Christian Veiby | Stig Rune Skjærmoen | Volkswagen Polo GTI R5 | WRC2 RC2 | 2:18:19.2 | 00:23.2                      | 18                   |
| 3 (9) | Jari Halttunen      | Mikko Lukka         | Ford Fiesta Rally2     | WRC2 RC2 | 2:18:59.1 | 01:03.1 00:39.9              | 15                   |

### WRC3
| Rang   | Fahrer            | Co-Pilot        | Auto               | Klasse   | Zeit      | Rückstand Sieger Rückstand V | Punkte + Power Stage |
| ------ | ----------------- | --------------- | ------------------ | -------- | --------- | ---------------------------- | -------------------- |
| 1 (14) | Jon Armstrong     | Brian Hoy       | Ford Fiesta Rally3 | WRC3 RC3 | 2:24:31.1 | 00:00.0                      | 25                   |
| 2 (15) | Lauri Joona       | Mikael Korhonen | Ford Fiesta Rally3 | WRC3 RC3 | 2:24:33.8 | 00:02.7                      | 18                   |
| 3 (17) | William Creighton | Liam Regan      | Ford Fiesta Rally3 | WRC3 RC3 | 2:26:53.6 | 02:22.5                      | 15                   |

### Wertungsprüfungen
| Tag            | Start MEZ | WP                          | Name                        | Länge                       | Gewinner                                                                               | Co-Pilot                                                                   | Auto | Zeit                                    | Leader           |
| -------------- | --------- | --------------------------- | --------------------------- | --------------------------- | -------------------------------------------------------------------------------------- | -------------------------------------------------------------------------- | --- | --------------------------------------- | ---------------- |
| 24. Feb.       | 09:01     | SH                          | Klabböle                    | 6,80 km                     | Kalle Rovanperä                                                                        | Jonne Halttunen                                                            | Toyota GR Yaris Rally1                                                                                   | 03:22.4                                 |                  |
| Tag 1 25. Feb. | 08:42     | WP1                         | Kroksjö 1                   | 14,98 km                    | Ott Tänak                                                                              | Martin Järveoja                                                            | Hyundai i20 N Rally1                                                                                     | 08:34.1                                 | Ott Tänak        |
| Tag 1 25. Feb. | 09:55     | WP2                         | Kamsjön 1                   | 27,81 km                    | Esapekka Lappi                                                                         | Jane Ferm                                                                  | Toyota GR Yaris Rally1                                                                                   | 12:39.6                                 | Esapekka Lappi   |
| Tag 1 25. Feb. | 11:31     | WP3                         | Sävar 1                     | 17,28 km                    | Kalle Rovanperä                                                                        | Jonne Halttunen                                                            | Toyota GR Yaris Rally1                                                                                   | 08:06.7                                 | Kalle Rovanperä  |
| Tag 1 25. Feb. | 12:38     | Service Park Umeå (30 Min.) | Service Park Umeå (30 Min.) | Service Park Umeå (30 Min.) | Service Park Umeå (30 Min.)                                                            | Service Park Umeå (30 Min.)                                                | Service Park Umeå (30 Min.)                                                                              | Service Park Umeå (30 Min.)             | Kalle Rovanperä  |
| Tag 1 25. Feb. | 14:45     | WP4                         | Kroksjö 2                   | 14,98 km                    | Elfyn Evans                                                                            | Scott Martin                                                               | Toyota GR Yaris Rally1                                                                                   | 08:20.0                                 | Elfyn Evans      |
| Tag 1 25. Feb. | 15:58     | WP5                         | Kamsjön 2                   | 27,81 km                    | Ott Tänak                                                                              | Martin Järveoja                                                            | Hyundai i20 N Rally1                                                                                     | 12:31.0                                 | Elfyn Evans      |
| Tag 1 25. Feb. | 17:34     | WP6                         | Sävar 2                     | 17,28 km                    | Thierry Neuville                                                                       | Martijn Wydaeghe                                                           | Hyundai i20 N Rally1                                                                                     | 08:17.4                                 | Elfyn Evans      |
| Tag 1 25. Feb. | 18:38     | WP7                         | Umeå Sprint                 | 5,53 km                     | Kalle Rovanperä                                                                        | Jonne Halttunen                                                            | Toyota GR Yaris Rally1                                                                                   | 03:36.2                                 | Thierry Neuville |
| Tag 1 25. Feb. | 19:08     | Service Park Umeå (45 Min.) | Service Park Umeå (45 Min.) | Service Park Umeå (45 Min.) | Service Park Umeå (45 Min.)                                                            | Service Park Umeå (45 Min.)                                                | Service Park Umeå (45 Min.)                                                                              | Service Park Umeå (45 Min.)             | Thierry Neuville |
| Tag 2 26. Feb. | 08:05     | Service Park Umeå (15 Min.) | Service Park Umeå (15 Min.) | Service Park Umeå (15 Min.) | Service Park Umeå (15 Min.)                                                            | Service Park Umeå (15 Min.)                                                | Service Park Umeå (15 Min.)                                                                              | Service Park Umeå (15 Min.)             | Thierry Neuville |
| Tag 2 26. Feb. | 08:57     | WP8                         | Brattby 1                   | 10,49 km                    | Elfyn Evans                                                                            | Scott Martin                                                               | Toyota GR Yaris Rally1                                                                                   | 06:21.2                                 | Kalle Rovanperä  |
| Tag 2 26. Feb. | 09:29     | WP9                         | Örträsk 1                   | 20,49 km                    | abgesagt                                                                               | abgesagt                                                                   | abgesagt                                                                                                 | abgesagt                                | Kalle Rovanperä  |
| Tag 2 26. Feb. | 10:54     | WP10                        | Långed 1                    | 19,49 km                    | Kalle Rovanperä                                                                        | Jonne Halttunen                                                            | Toyota GR Yaris Rally1                                                                                   | 08:51.6                                 | Kalle Rovanperä  |
| Tag 2 26. Feb. | 12:08     | WP11                        | Umeå 1                      | 11,17 km                    | Craig Breen                                                                            | Paul Nagle                                                                 | Ford Puma Rally1                                                                                         | 06:08.0                                 | Kalle Rovanperä  |
| Tag 2 26. Feb. | 12:40     | Service Park Umeå (30 Min.) | Service Park Umeå (30 Min.) | Service Park Umeå (30 Min.) | Service Park Umeå (30 Min.)                                                            | Service Park Umeå (30 Min.)                                                | Service Park Umeå (30 Min.)                                                                              | Service Park Umeå (30 Min.)             | Kalle Rovanperä  |
| Tag 2 26. Feb. | 14:32     | WP12                        | Brattby 2                   | 10,49 km                    | Elfyn Evans                                                                            | Scott Martin                                                               | Toyota GR Yaris Rally1                                                                                   | 06:18.8                                 | Kalle Rovanperä  |
| Tag 2 26. Feb. | 15:59     | WP13                        | Örträsk 2                   | 20,49 km                    | abgesagt                                                                               | abgesagt                                                                   | abgesagt                                                                                                 | abgesagt                                | Kalle Rovanperä  |
| Tag 2 26. Feb. | 17:24     | WP14                        | Långed 12                   | 19,49 km                    | Kalle Rovanperä                                                                        | Jonne Halttunen                                                            | Toyota GR Yaris Rally1                                                                                   | 08:53.7                                 | Kalle Rovanperä  |
| Tag 2 26. Feb. | 18:38     | WP15                        | Umeå 2                      | 11,17 km                    | Kalle Rovanperä                                                                        | Jonne Halttunen                                                            | Toyota GR Yaris Rally1                                                                                   | 06:12.4                                 | Kalle Rovanperä  |
| Tag 2 26. Feb. | 19:14     | Service Park Umeå (45 Min.) | Service Park Umeå (45 Min.) | Service Park Umeå (45 Min.) | Service Park Umeå (45 Min.)                                                            | Service Park Umeå (45 Min.)                                                | Service Park Umeå (45 Min.)                                                                              | Service Park Umeå (45 Min.)             | Kalle Rovanperä  |
| Tag 3 27. Feb. | 05:30     | Service Park Umeå (15 Min.) | Service Park Umeå (15 Min.) | Service Park Umeå (15 Min.) | Service Park Umeå (15 Min.)                                                            | Service Park Umeå (15 Min.)                                                | Service Park Umeå (15 Min.)                                                                              | Service Park Umeå (15 Min.)             | Kalle Rovanperä  |
| Tag 3 27. Feb. | 07:00     | WP16                        | Vindeln 1                   | 14,19 km                    | Kalle Rovanperä                                                                        | Jonne Halttunen                                                            | Toyota GR Yaris Rally1                                                                                   | 06:03.0                                 | Kalle Rovanperä  |
| Tag 3 27. Feb. | 08:08     | WP17                        | Sarsjöliden 1               | 14,23 km                    | Ott Tänak                                                                              | Martin Järveoja                                                            | Hyundai i20 N Rally1                                                                                     | 06:35.0                                 | Kalle Rovanperä  |
| Tag 3 27. Feb. | 09:37     | WP18                        | Vindeln 2                   | 14,19 km                    | Thierry Neuville                                                                       | Martijn Wydaeghe                                                           | Hyundai i20 N Rally1                                                                                     | 06:02.1                                 | Kalle Rovanperä  |
| Tag 3 27. Feb. | 12:18     | WP19                        | Sarsjöliden 2               | 14,23 km Powerstage         | 1. Ott Tänak 2. Kalle Rovanperä 3. Thierry Neuville 4. Takamoto Katsuta 5. Craig Breen | Martin Järveoja Jonne Halttunen Martijn Wydaeghe Aaron Johnston Paul Nagle | Hyundai i20 N Rally1 Toyota GR Yaris Rally1 Hyundai i20 N Rally1 Toyota GR Yaris Rally1 Ford Puma Rally1 | 06:29.8 06:31.7 06:32.1 06:32.6 06:33.1 | Kalle Rovanperä  |

### Gewinner Wertungsprüfungen
| WP                  | Anzahl | Fahrer           | Auto                   |
| ------------------- | ------ | ---------------- | ---------------------- |
| SH, 3, 7, 10, 14–16 | 6      | Kalle Rovanperä  | Toyota GR Yaris Rally1 |
| 1, 5, 17, 19        | 4      | Ott Tänak        | Hyundai i20 N Rally1   |
| 4, 8, 12            | 3      | Elfyn Evans      | Toyota GR Yaris Rally1 |
| 6, 18               | 2      | Thierry Neuville | Hyundai i20 N Rally1   |
| 2                   | 1      | Esapekka Lappi   | Toyota GR Yaris Rally1 |
| 11                  | 1      | Craig Breen      | Ford Puma Rally1       |

### Fahrer-WM nach der Rallye
| Pos. | Fahrer           | Punkte |
| ---- | ---------------- | ------ |
| 1    | Kalle Rovanperä  | 46     |
| 2    | Thierry Neuville | 32     |
| 3    | Sébastien Loeb   | 27     |
| 4    | Gus Greensmith   | 23     |
| 5    | Sébastien Ogier  | 19     |

### Team-Weltmeisterschaft
| Pos. | Team                 | Punkte |
| ---- | -------------------- | ------ |
| 1    | Toyota GR Racing WRT | 83     |
| 2    | M-Sport WRT          | 59     |
| 3    | Hyundai WRT          | 47     |
| 4    | Toyota Racing WRT NG | 22     |